# Sepolture e memoriali nell'Abbazia di Westminster
Numerose sono le personalità sepolte nell'Abbazia di Westminster, così come i monumenti alla memoria.

## Storia

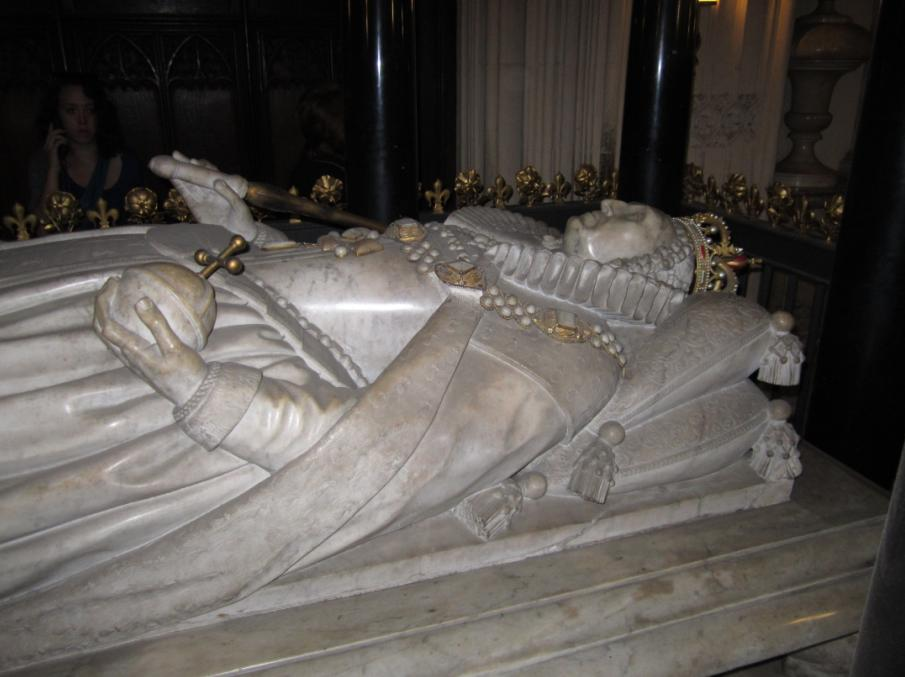
Effigie della tomba della Regina Elisabetta I

Enrico III ricostruì l'Abbazia di Westminster in onore di Sant'Edoardo il Confessore, le cui reliquie furono collocate in un reliquario nel santuario e ora giacciono in un sepolcro sotto il pavimento con mosaico cosmatesco del 1268, di fronte all'altare maggiore. Lo stesso Enrico III venne sepolto nelle vicinanze in una tomba con effigie. Molti dei re Plantageneti d'Inghilterra, le loro mogli e altri parenti, furono anche sepolti nell'Abbazia. Dal tempo di Edoardo il Confessore fino alla morte di Giorgio II nel 1760, la maggior parte dei re e delle regine d'Inghilterra furono sepolti qui, anche se ci sono eccezioni (in particolare Edoardo IV, Enrico VIII e Carlo I che sono sepolti nella Cappella di San Giorgio nel Castello di Windsor). Tutti i monarchi che morirono dopo Giorgio II furono sepolti a Windsor; la maggior parte furono sepolti nella cappella di San Giorgio, sebbene la regina Vittoria ed Edoardo VIII siano sepolti a Frogmore, dove la famiglia reale ha anche un cimitero privato.
Sin dal Medioevo, gli aristocratici furono sepolti all'interno delle cappelle, mentre i monaci e le altre persone associate all'Abbazia furono sepolti nei Chiostri e in altre aree. Uno di questi fu Geoffrey Chaucer, che fu sepolto qui perché aveva appartamenti nell'Abbazia dove era impiegato come maestro delle opere del re. Altri poeti, scrittori e musicisti furono seppelliti o commemorati attorno a Chaucer in quello che divenne noto come il Poets' Corner. Questi includono: W. H. Auden, William Blake, Robert Burns, Lord Byron, Charles Dickens, John Dryden, George Eliot, T. S. Eliot, Thomas Gray, Gerard Manley Hopkins, Samuel Johnson, John Keats, Rudyard Kipling, Jenny Lind, John Masefield, John Milton, Laurence Olivier, Alexander Pope, Nicholas Rowe, Percy Bysshe Shelley, Thomas Shadwell, Alfred, Lord Tennyson e William Wordsworth. Musicisti dell'abbazia come Henry Purcell furono anch'essi sepolti nel loro posto di lavoro.
Successivamente, divenne uno degli onori più significativi della Gran Bretagna essere sepolto o commemorato qui. La pratica di seppellire le figure nazionali nell'Abbazia iniziò sotto Oliver Cromwell con la sepoltura dell'ammiraglio Robert Blake nel 1657. La pratica si estese fino a includere generali, ammiragli, politici, medici e scienziati come Isaac Newton, sepolto il 4 aprile 1727 e Charles Darwin, sepolto il 19 aprile 1882.
Otto primi ministri britannici sono sepolti nell'Abbazia: William Pitt il Vecchio, William Pitt il Giovane, George Canning, Henry John Temple, III visconte Palmerston, William Ewart Gladstone, Bonar Law, Neville Chamberlain e Clement Attlee.
All'inizio del XX secolo, per motivi di spazio, divenne sempre più comune seppellire resti cremati piuttosto che bare. Nel 1905 l'attore Sir Henry Irving venne cremato e le sue ceneri furono sepolte nell'Abbazia, diventando così la prima persona a essere cremata prima della sepoltura. Questo segnò una pietra miliare come dopo la morte di Joseph Hooker nel dicembre 1911, il Decano e il Capitolo dell'Abbazia di Westminster scelsero di offrire a Hooker una tomba vicino a Charles Darwin nella navata, ma insistettero anche che egli venisse prima cremato. La sua vedova tuttavia declinò l'offerta e così il corpo di Hooker venne sepolto nel cimitero della St Anne's Church, Kew. La maggior parte dei sepolcri nell'Abbazia è costituita da resti cremati, ma sono ancora in atto alcune sepolture – Frances Challen, moglie del reverendo Sebastian Charles, canonico di Westminster, è stata sepolta insieme a suo marito nella navata del coro meridionale nel 2014. I membri della famiglia Percy hanno una cripta di famiglia, la "Cripta Northumberland", nella cappella di San Nicola, all'interno dell'Abbazia. Le ceneri del fisico Stephen Hawking furono sepolte nell'Abbazia il 15 giugno 2018, vicino alla tomba di Sir Isaac Newton. La lapide, recante la scritta "Qui giace ciò che era mortale di Stephen Hawking 1942–2018", include una forma dell'equazione dell'entropia di Bekenstein-Hawking relativa ai buchi neri.
Nel pavimento appena entrati dalla grande porta ovest, al centro della navata, si trova la tomba del Milite Ignoto, un soldato britannico non identificato morto su un campo di battaglia europeo durante la prima guerra mondiale. Venne sepolto nell'Abbazia l'11 novembre 1920. Ci sono molte tombe nei pavimenti dell'Abbazia, ma questa è l'unica tomba su cui è vietato camminare.

## Sepolture

### Monarchi e consorti
I seguenti monarchi inglesi, scozzesi e britannici e le loro consorti sono sepolti nell'Abbazia:
- Saebert dell'Essex (probabilmente)
- Edoardo il Confessore e sua moglie, Edith del Wessex
- Enrico III d'Inghilterra
- Edoardo I d'Inghilterra e sua moglie, Eleonora di Castiglia
- Edoardo III d'Inghilterra e sua moglie, Filippa di Hainaut
- Riccardo II d'Inghilterra e sua moglie, Anna di Boemia
- Enrico V d'Inghilterra e sua moglie, Caterina di Valois
- Edoardo V d'Inghilterra
- Anne Neville, moglie di Riccardo III
- Enrico VII d'Inghilterra e sua moglie, Elisabetta di York
- Edoardo VI d'Inghilterra
- Anna di Clèves, moglie del re Enrico VIII

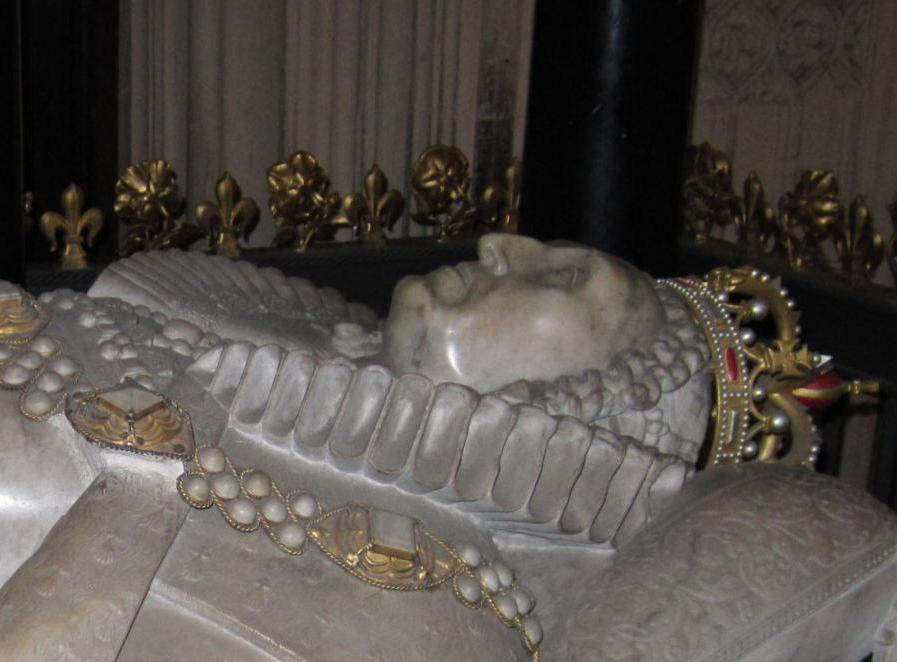
Elisabetta I d'Inghilterra come mostrata sulla sua tomba

- Maria I d'Inghilterra

- Elisabetta I d'Inghilterra

Nel XIX secolo i ricercatori alla ricerca della tomba di Giacomo I aprirono parzialmente la cripta sotterranea contenente i resti di Elisabetta I e Maria I d'Inghilterra. Le bare di piombo erano accatastate, con quella di Elisabetta appoggiata su quella della sorellastra.
- Giacomo VI di Scozia e I d'Inghilterra e sua moglie, Anna di Danimarca

La posizione della tomba di Giacomo I d'Inghilterra fu persa per due secoli e mezzo. Nel diciannovesimo secolo, a seguito di uno scavo di molte cripte sotto il pavimento, venne trovata la sua bara di piombo nella cripta di Enrico VII.
- Carlo II d'Inghilterra e Scozia
- Maria II d'Inghilterra e Scozia
- Guglielmo III d'Inghilterra II di Scozia
- Anna di Gran Bretagna e suo marito, Giorgio di Danimarca
- Giorgio II di Gran Bretagna e sua moglie, Carolina di Ansbach

### Altri monarchi e consorti
- Maria Stuarda, Regina di Scozia e madre di Giacomo VI & I
- Elisabetta Stuart, Regina di Bohemia, figlia di Giacomo VI & I

### Navata
Sono sepolti nella navata:

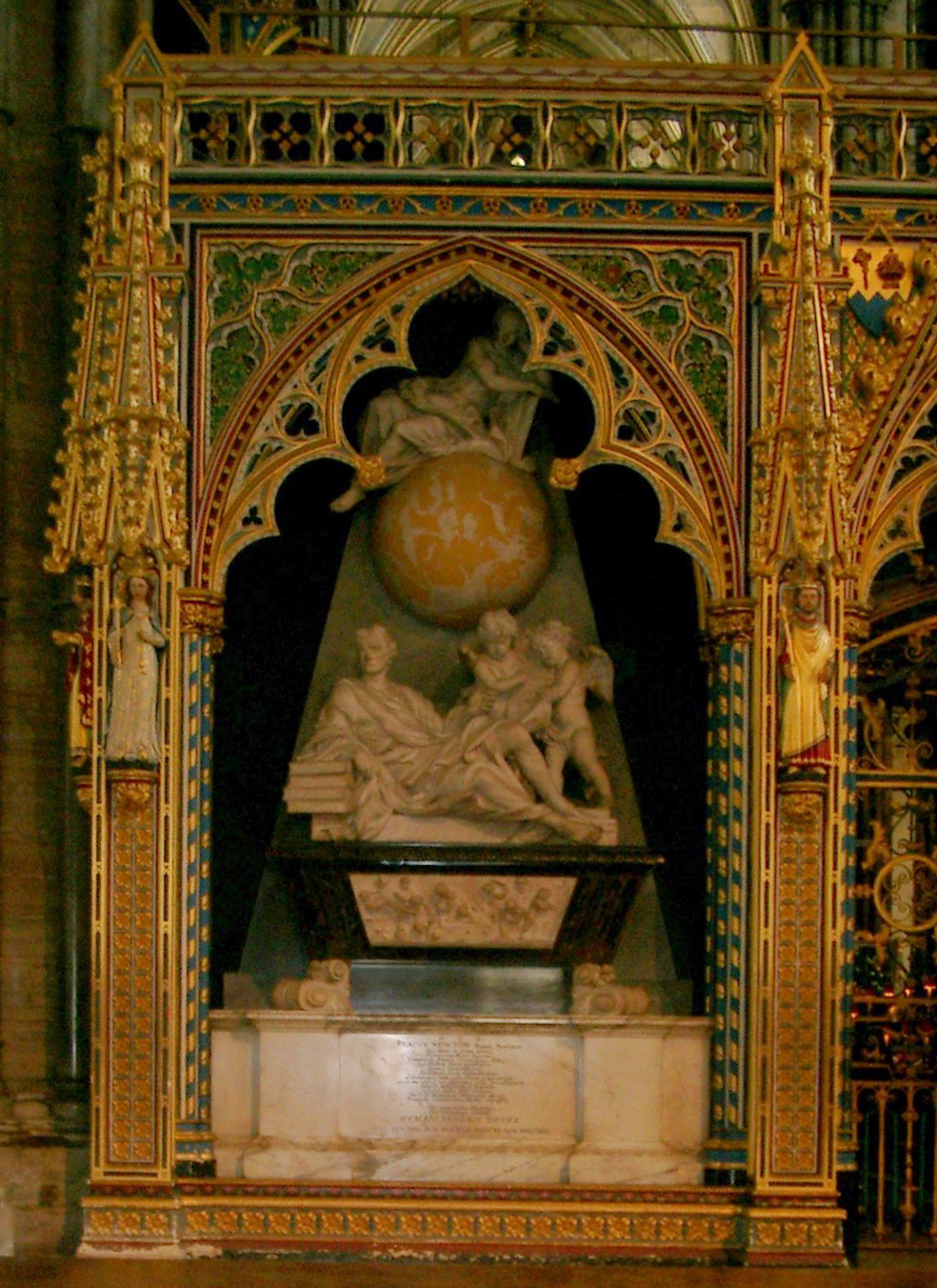
La tomba di Sir Isaac Newton

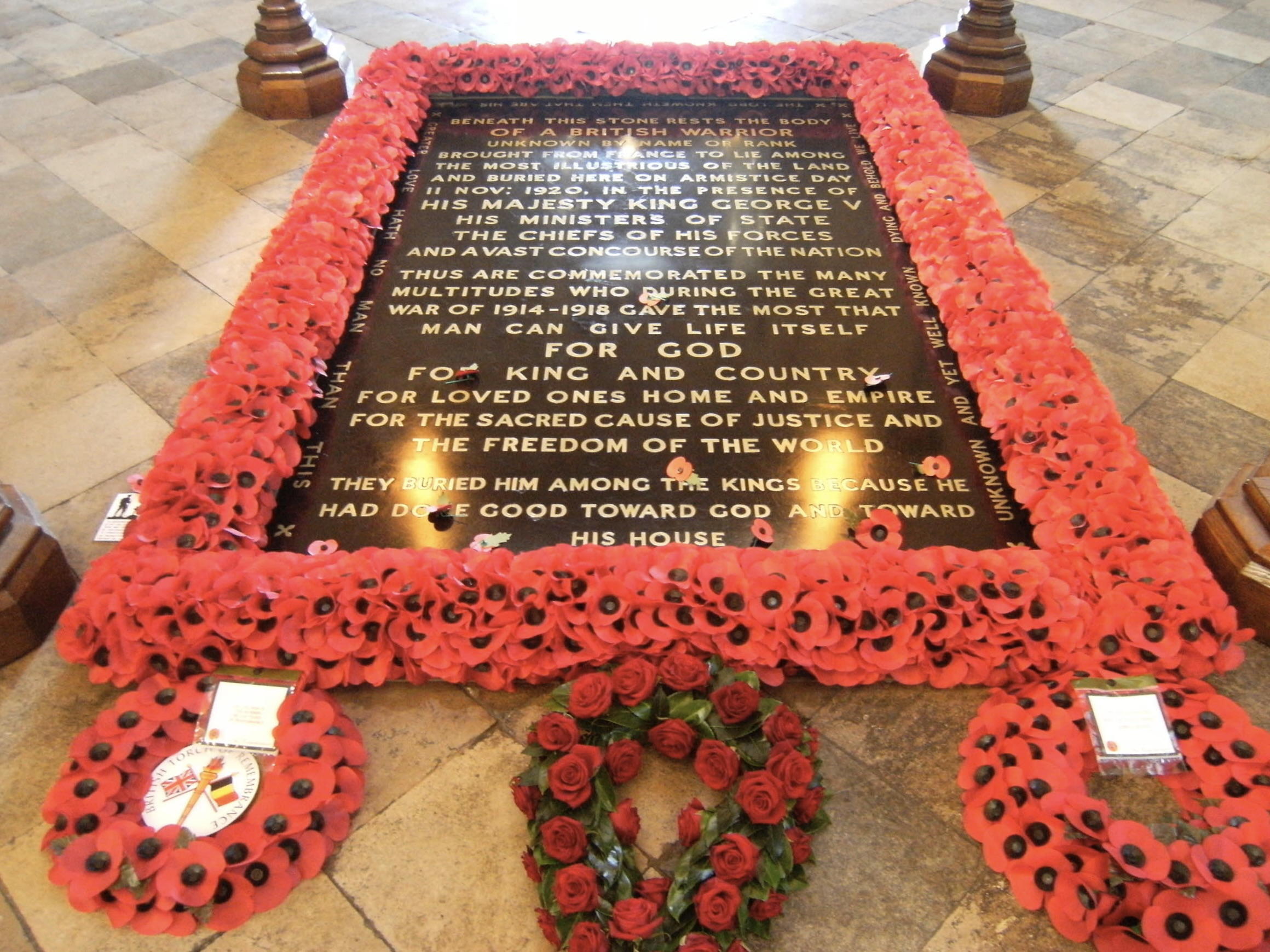
La tomba del Milite Ignoto

- Alfonso Plantageneto, conte di Chester (cuore sepolto a Blackfriars)
- Edmund Allenby, 1° Visconte Allenby
- John André[10]
- Francis Atterbury
- Clement Attlee
- Sir Charles Barry
- Ernest Bevin
- Bonar Law
- Angela Burdett-Coutts, 1ª Baronessa Burdett-Coutts
- Neville Chamberlain
- Thomas Cochrane, 10º Conte di Dundonald
- Charles Cornewall
- Charles Darwin
- Joost de Blank
- Freeman Freeman-Thomas, 1º Marchese di Willingdon
- George Graham
- Stephen Hawking
- Sir John Herschel
- John Hunter (trasferito dalla chiesa di Saint Martin-in-the-Fields nel 1859)
- Ben Jonson (sepolto in posizione verticale)
- David Livingstone (cuore sepolto in Zambia)
- Charles Lyell
- Sir Isaac Newton
- James Stanhope, 1º Conte Stanhope & famiglia
- Herbert Plumer, 1° Visconte Plumer
- Ernest Rutherford, 1º Barone Rutherford
- Sir George Gilbert Scott
- Robert Stephenson
- Ludovic Stewart, 2º Duca di Lennox
- George Edmund Street
- J. J. Thomson
- William Thomson, 1º Barone Kelvin
- Thomas Tompion
- The Unknown Warrior
- Beatrice Webb
- Sidney Webb, 1º Barone Passfield

### Transetto nord
Sono sepolti nel transetto nord:
- Robert Stewart, Visconte Castlereagh
- George Canning
- Charles John Canning, 1º Conte Canning
- William Pitt, 1º Conte di Chatham
- Charles James Fox
- William Ewart Gladstone
- Henry Grattan
- Edmondo Plantageneto, I conte di Lancaster
- William Pitt il Giovane
- Sir John Malcolm
- William Murray, 1º Conte di Mansfield
- Sir Hugh Vaughan
- William Wilberforce

### Transetto sud

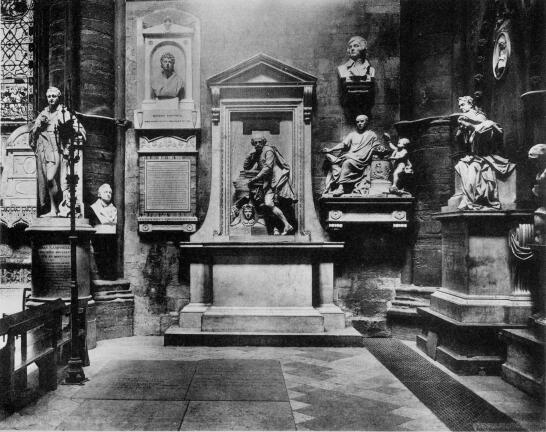
Poets' Corner

Sono sepolti nel transetto sud, noto anche come Poets' Corner:
- Robert Adam
- Robert Browning
- William Camden
- Thomas Campbell
- Geoffrey Chaucer
- William Congreve
- Abraham Cowley
- William Davenant
- John Denham
- Charles Dickens
- Michael Drayton
- John Dryden
- Adam Fox
- David Garrick
- John Gay
- Gabriel Goodman
- George Frederick Handel
- Thomas Hardy (cuore sepolto a Stinsford)
- Sir Henry Irving
- Dr. Samuel Johnson
- Rudyard Kipling
- Thomas Macaulay
- John Masefield
- Anne Oldfield
- Sir Laurence Olivier, Barone Olivier
- Thomas Parr
- Richard Brinsley Sheridan
- Edmund Spenser
- Alfred Tennyson, 1º Barone Tennyson

### Chiostri

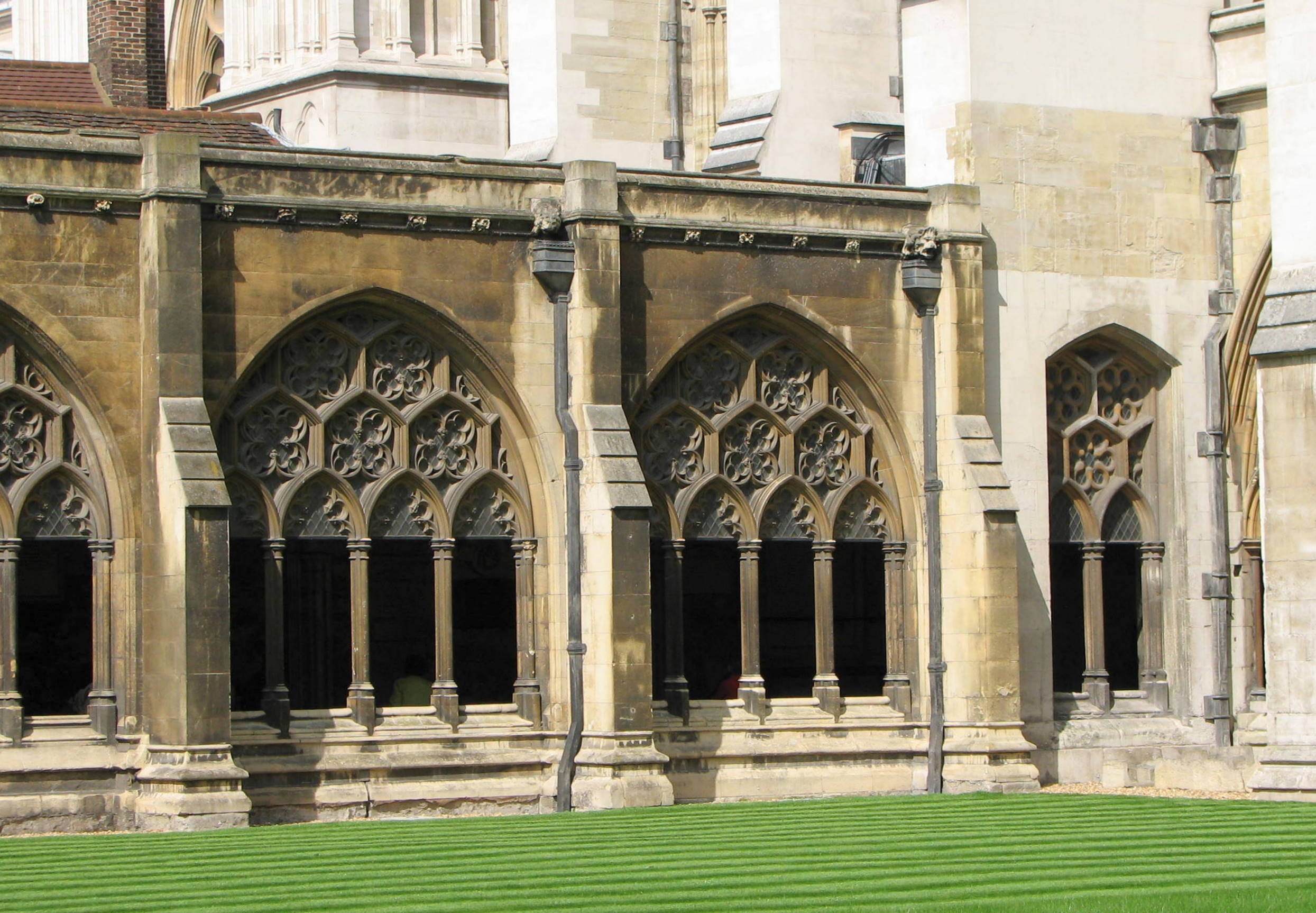
Il chiostro e garth

Sono sepolti nei chiostri:
- Edmund Ayrton[11]
- Aphra Behn
- Gen. John Burgoyne
- Muzio Clementi
- Benjamin Cooke
- Robert Cooke
- Percy Dearmer
- Lord Fraser di Lonsdale
- Howard Nixon
- John Parsons
- Johann Peter Salomon
- William Shield
- Herbert Thorndike
- John Thorndike
- William Turner
- James Wright[12]

### Corridoio del coro nord
Sono sepolti nel corridoio del coro nord:
- John Blow
- Henry Purcell
- John Robinson
- Ralph Vaughan Williams
- William Sterndale Bennett

### Corridoio del coro sud
Sono sepolti nel corridoio del coro sud:
- Andrew Bell
- James Kendall
- Sir Paul Methuen
- Ammiraglio Sir Cloudesley Shovell
- Dama Sybil Thorndike
- Charles Whitworth, 1º Barone Whitworth[13]

### Cappelle del deambulatorio
Sono sepolti nelle cappelle del deambulatorio:

#### Cappella di San Giovanni Battista
- Sir Thomas Cecil, 1º Conte di Exeter, KG, Lord Burghley (m. 1623)
- Lady Dorothy Neville Cecil (m. 1608; 1ª moglie di Sir Thomas Cecil, figlia di John Neville, 4º Barone Latimer)

#### Cappella di San Nicola

##### Cripta Northumberland
Elenco delle sepolture:
- George Seymour, Visconte Beauchamp (m. 1745; unico figlio di Algernon Seymour, 7º Duca di Somerset)
- Algernon Seymour, 7º Duca di Somerset (m. 1750)
- Frances Percy, Nata Thynne, Duchessa di Somerset, (m. 1754; vedova del 7º Duca)
- Lady Elizabeth Anne Frances Percy, (m. 1761; figlia del 1º Duca di Northumberland)
- Elizabeth Percy, Nata Seymour, Duchessa di Northumberland  (m. 1776)
- Lady Elizabeth Percy, (m. 1779; figlia di Algernon Percy, 1º Conte di Beverley, at the time styled Lord Algernon Percy)
- Lady Charlotte Percy, (m. 1781; figlia di Hugh Percy, 2º Duca di Northumberland, at the time styled Earl Percy)
- Hugh Percy, 1º Duca di Northumberland, (m. 1786)
- Lord Henry Percy, (m. 1794; figlio di Hugh Percy, 2º Duca di Northumberland)
- Lady Louisa Margaret Percy, (m. 1796; figlia di Algernon Percy, 1º Conte di Beverley)
- Lord Algernon James Percy, (m. 1805; figlio di George Percy, 5º Duca di Northumberland, at the time styled Lord Lovaine)
- Lord Henry Algernon Pitt Percy, (m. 1809; figlio di George Percy, 5º Duca di Northumberland, at the time styled Lord Lovaine)
- Lady Margaret Percy, (m. 1810; figlia di George Percy, 5º Duca di Northumberland, at the time styled Lord Lovaine)
- Isabella Susanna Percy, Nata Burrell, Contessa di Beverley, (m. 1810; vedova di Algernon Percy, 1º Conte di Beverley)
- Hugh Percy, 2º Duca di Northumberland (m. 1817)
- Lady Elizabeth Percy, (m. 1820; figlia di Hugh Percy, 2º Duca di Northumberland)
- Frances Julia Percy, Nata Burrell, Duchessa di Northumberland, (m. 1820; 2ª moglie del 2º Duca di Northumberland)
- Hugh Percy, 3º Duca di Northumberland (m. 1847)
- Lady Agnes Buller, Nata Percy, (m. 1856; figlia di Hugh Percy, 2º Duca di Northumberland; moglie del Maggior Generale F.T. Buller)
- Algernon Percy, 4º Duca di Northumberland (m. 1865)
- Charlotte Florentia Percy, Nata Clive, Duchessa di Northumberland, (m. 1866)
- George Percy, 5º Duca di Northumberland, (m. 1867)
- General Lord Henry Hugh Manvers Percy VC KCB, (m. 1877)
- Lady Louisa Percy, (m. 1883; figlia di George Percy, 5º Duca di Northumberland)
- Louisa Percy, Nata Drummond, Duchessa di Northumberland, (m. 1890; moglie di Algernon George Percy, 6º Duca di Northumberland)
- Algernon George Percy, 6º Duca di Northumberland, (m. 1899)
- Alan Ian Percy, 8º Duca di Northumberland (d. 1930)
- Helen Magdalen Percy, Nata Gordon-Lennox, Duchessa di Northumberland, (m. 1965)
- Hugh Algernon Percy, 10º Duca di Northumberland, (m. 1988)
- Elizabeth Diana Percy, Nata Montagu Douglas Scott, Duchessa di Northumberland, (m. 2012) Ceneri sepolte

#### Cappella di San Paolo
- Katherine Percy, Nata Neville, Contessa di Northumberland, (m. 1596; figlia di John Neville, 4º Barone Latimer; moglie di Henry Percy, 8º Conte di Northumberland)[5]

#### Altre cappelle del deambulatorio
- Robert Aytoun
- Eleanor de Bohun
- Anna di Clèves
- Lionel Cranfield, 1º Conte di Middlesex
- Giovanni Plantageneto, conte di Cornovaglia
- Sir Rowland Hill
- Simon Langham
- Edward Talbot, 8º Conte di Shrewsbury
- William de Valence, 1º Conte di Pembroke
- Caterina di Valois
- George Villiers, 1º Duca di Buckingham
- Katherine Villiers, Duchessa di Buckingham

### Henry VII's Lady Chapel
Sono sepolti nella Henry VII's Lady Chapel:
- Antoine Philippe, Duca di Montpensier, fratello del re francese Luigi Filippo
- Joseph Addison (sepolto in una volta nella navata nord; anche una statua in marmo bianco nel Poets' Corner)
- Margaret Douglas, Contessa di Lennox (sepolta, con suo figlio Charles, in una tomba nella navata meridionale)
- Hugh Dowding, 1º Barone Dowding
- George Monck, 1º Duca di Albemarle (anche memoriale della cappella di Enrico VII, navata meridionale)
- George Savile, 1º Marchese di Halifax
- Principe Guglielmo, Duca di Gloucester (figlio della Regina Anna)
- Visconte Trenchard
- Maj. Gen. Charles Worsley (nessun monumento commemorativo)

## Memoriali
I seguenti personaggi sono ricordati nell'Abbazia e/o ebbero il servizio funebre nell'Abbazia, ma sono sepolti altrove:

### Individuali

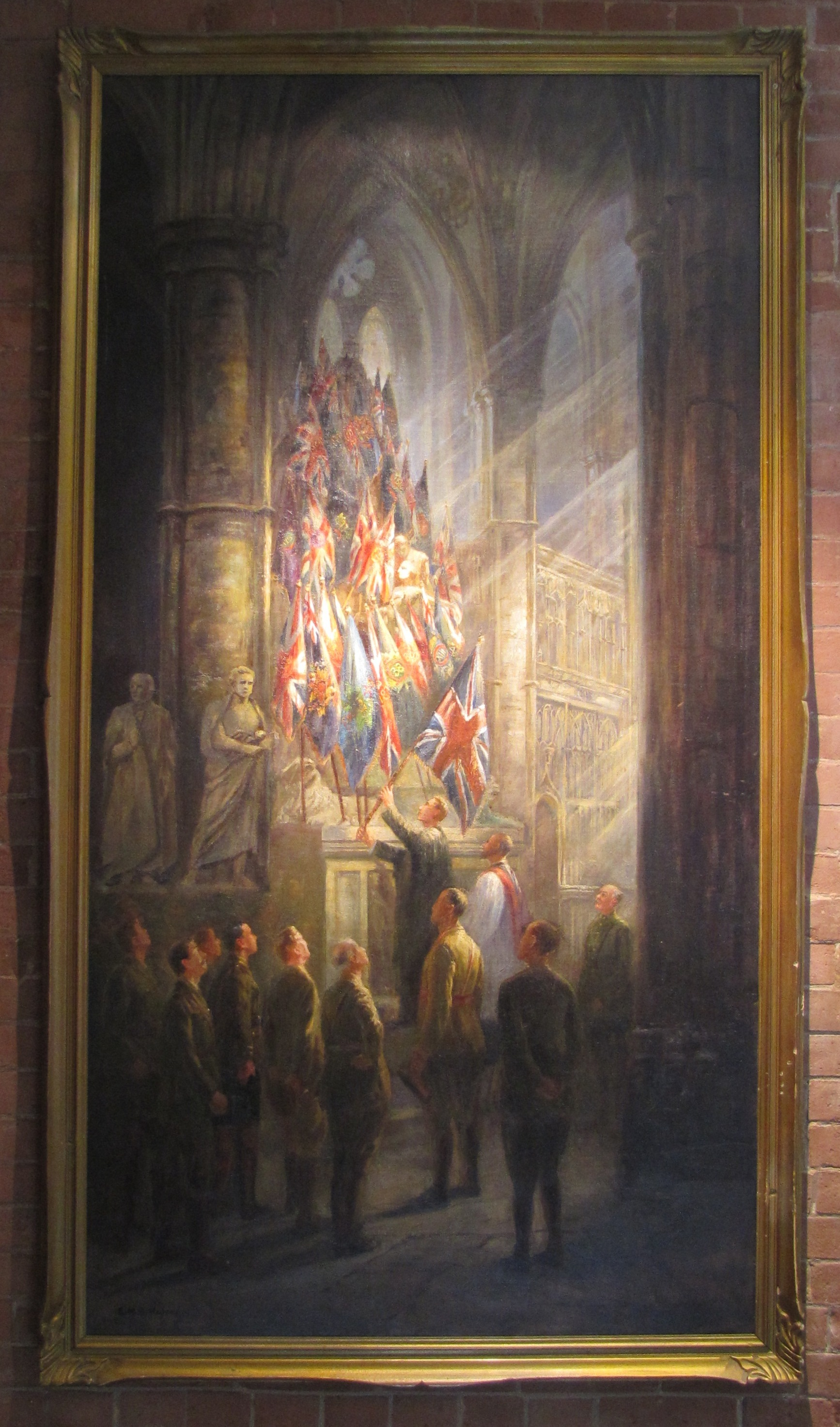
"Placing the Canadian Colours on Gen. James Wolfe's Monument in Westminster Abbey" by Emily Warren

- Christopher Anstey, sepolto nella chiesa di St. Swithin's Church a Bath
- Dame Peggy Ashcroft, cremata al Golders Green Crematorium, Londra
- W. H. Auden, sepolto a Kirchstetten
- Jane Austen, sepolta nella Cattedrale di Winchester, Hampshire
- Robert Baden-Powell, sepolto a Nyeri, Kenya, e la moglie Lady Olave Baden-Powell, le cui ceneri sono anch'esse sepolte a Nyeri.[14]
- Stanley Baldwin, cremato al Golders Green Crematorium, e ceneri sepolte nella Cattedrale di Worcester, Worcestershire
- Ammiraglio Robert Blake (memoriale in pietra nel corridoio del coro sud), inizialmente sepolto nell'Abbazia ma poi risepolto in Santa Margherita nel 1661.
- William Booth, sepolto nel cimitero di Abney Park a Stoke Newington
- Sir Adrian Boult, che volle che suo corpo fosse destinato a studi scientifici
- Benjamin Britten, Baron Britten of Aldeburgh, sepolto nella chiesa parrocchiale di Aldeburgh
- Charlotte Brontë, Emily Brontë, Anne Brontë;  Charlotte ed Emily sono sepolte a Haworth, mentre Anne è sepolta a Scarborough
- Lord Byron, sepolto a Hucknall, Nottinghamshire
- Sir Henry Campbell-Bannerman, sepolto a Meigle, Perthshire
- Sir Winston Churchill, sepolto a Bladon, Oxfordshire
- John Clare, sepolto nella chiesa di St Botolph a Helpston, Cambridgeshire
- James Cornewall, sepolto in mare al largo di Tolone. Il suo monumento nell'Abbazia fu il primo in assoluto ad essere eretto per decisione del Parlamento a carico dello stato.[15]
- Edward Cooke, sepolto a Calcutta
- Noël Coward, sepolto nel giardino della sua abitazione di Firefly Estate in Giamaica
- William Cowper (in una vetrata inaugurata da George W. Childs nel 1875), sepolto a East Dereham, Norfolk
- Diana Spencer, sepolta a Althorp, Northamptonshire
- Richard Dimbleby, sepolto nella chiesa di S.Pietro, Lynchmere, West Sussex
- Paul Dirac, sepolto a Tallahassee
- Benjamin Disraeli, sepolto a Hughenden Manor, Buckinghamshire
- Sir Francis Drake, sepolto in mare al largo di Portobelo, Panama
- Sir Edward Elgar, sepolto nella chiesa di St Wulftan's a Little Malvern, Worcestershire
- Sir John Franklin, presumibilmente sepolto in mare vicino all'Isola di Re Guglielmo, Canada
- Sir John Gielgud, le cui ceneri sono sparse nel giardino della sua casa a Wotton Underwood, Buckinghamshire
- Adam Lindsay Gordon, sepolto in Australia
- George Green, sepolto a Nottingham
- John Harrison, sepolto nella chiesa di St John's Church a Hampstead
- Philip Larkin, sepolto nel cimitero municipale di Cottingham, East Yorkshire
- Rev. Evelyn Levett Sutton, prebendario di Westminster e cappellano della Camera dei Comuni che svenne dopo aver letto il nono comandamento durante il servizio domenicale e morì il giorno successivo (in un monumento)
- C. S. Lewis, sepolto nel cortile della chiesa della Santa Trinità a Headington
- Jenny Lind, sepolto a Great Malvern, Worcestershire
- David Lloyd George, sepolto accanto al fiume Dwyfor a Llanystumdwy, Carnarvonshire.[16]
- Henry Wadsworth Longfellow, sepolto a Cambridge (Massachusetts)
- George Herbert (in una vetrata inaugurata da George W. Childs nel 1875)
- James Ramsay MacDonald, sepolto a Spynie, Contea di Moray
- Sir Robert Menzies, cremato in Australia[17]
- Louis Mountbatten, sepolto nell'Abbazia di Romsey
- Pasquale Paoli, sepolto a Morosaglia, Corsica
- William Shakespeare, sepolto nella Chiesa della Trinità a Stratford-upon-Avon, Warwickshire
- Dylan Thomas (in una lapide apposta nel 1982), sepolto a Laugharne
- Thomas Totty, sepolto a nella Portsmouth Garrison Chapel, Portsmouth, Hampshire
- William Villettes, sepolto in Giamaica[18]
- William Walton le cui ceneri sono sepolte a Ischia
- Charles Wesley, sepolto nella chiesa di St.Marylebone, London
- John Wesley, sepolto nella Wesley's Chapel, Londra
- Oscar Wilde (in una vetrata inaugurata nel 1995), sepolto al Cimitero di Père-Lachaise, Parigi
- Generale James Wolfe, sepolto nella chiesa di St Alfege a Greenwich, Londra

### Poeti della prima guerra mondiale
Sedici poeti della Grande Guerra sono commemorati su una pietra ardesia inaugurata l'11 novembre 1985, nel Transetto meridionale (Poets' Corner):
- Richard Aldington, sepolto in Francia
- Laurence Binyon, autore di "For the Fallen", sepolto a Reading, Berkshire
- Edmund Blunden, sepolto a Long Melford, Suffolk
- Rupert Brooke, autore di "The Soldier", sepolto a Skyros, Grecia
- Wilfrid Gibson, uno dei poeti georgiani
- Robert Graves, autore di Io, Claudio e l'unico poeta dei sedici ancora viventi al momento della commemorazione, sepolto a Deià, Maiorca, Spagna
- Julian Grenfell, sepolto a Boulogne-sur-Mer, Francia
- Ivor Gurney, sepolto a Twigworth, Gloucestershire
- David Jones, sepolto a Crofton Park, Lewisham
- Robert Nichols, sepolto nella St Mary's Church, Lawford, Essex
- Wilfred Owen, autore di "Dulce et decorum est" e "Anthem for Doomed Youth", sepolto a Ors, Francia
- Herbert Read, sepolto a Stonegrave, North Yorkshire
- Isaac Rosenberg, sepolto a Pas-de-Calais, Francia
- Siegfried Sassoon, sepolto a Mells, Somerset
- Charles Sorley, anch'esso commemorato al Loos Memorial
- Edward Thomas, sepolto a Agny Military Cemetery, Francia

### Martiri del XX secolo

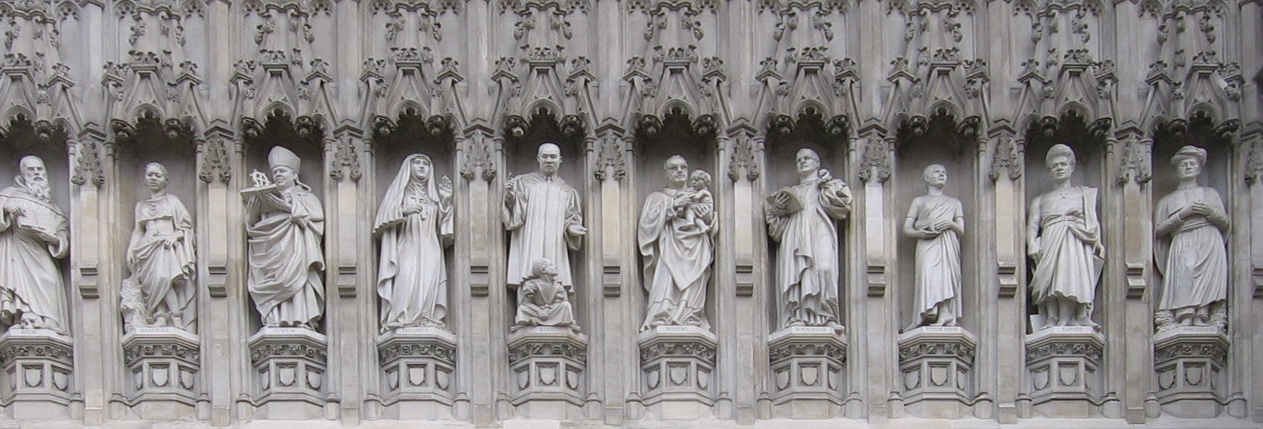
I martiri del XX secolo

Sopra la Grande Porta Ovest, dieci martiri cristiani del XX secolo provenienti da tutto il mondo sono raffigurati in statue; da sinistra a destra:
- Maximilian Kolbe (m. 1941)
- Manche Masemola (m. 1928)
- Janani Luwum (m. 1977)
- Granduchessa Elisabetta di Russia (m. 1918)
- Martin Luther King Jr. (m. 1968)
- Óscar Romero (m. 1980)
- Dietrich Bonhoeffer (m. 1945)
- Esther John (m. 1960)
- Lucian Tapiedi (m. 1942)
- Wang Zhiming (m. 1973)

## Sepolture rimosse
Re Aroldo I venne inizialmente sepolto nell'Abbazia, ma successivamente il suo corpo venne riesumato, decapitato e gettato in una palude nel giugno 1040. Il corpo venne successivamente recuperato e sepolto nella Chiesa di San Clemente dei Danesi a Westminster.
Anche numerosi Cromwelliani furono sepolti nell'Abbazia ma successivamente vennero rimossi, nel 1661, per ordine di Re Carlo II, e sepolti in una fossa nel cimitero di Santa Margherita, adiacente all'Abbazia. Una moderna targa sul muro esterno della chiesa registra i nomi di coloro che furono dissepolti:
- Oliver Cromwell, Lord Protector
- Ammiraglio Robert Blake[20]
- John Pym

Nel novembre 1869, su richiesta del Decano di Westminster e con l'approvazione della Regina Vittoria, il filantropo George Peabody venne temporaneamente sepolto nell'Abbazia, ma in seguito venne trasferito e sepolto a Salem, nel Massachusetts.